# Iujiulu Disuiuã
Iujiulu Disuiuã (em chinês: 郁久閭地粟袁; romaniz.: Yùjiǔlǘ Desùyuán) foi o quinto chefe tribal dos rouranos no século IV, em sucessão de seu pai Bati. Teve dois filhos, chamados Iungueti e Piouba, que dividiram os rouranos em duas metades, uma se dirigindo a oeste sob o comando do primeiro, e a outra indo para leste sob comando do segundo.